# 파니칼레
파니칼레(이탈리아어: Panicale)는 이탈리아 움브리아주 페루자도에 있는 코무네다. 페루자에서 남서쪽으로 25km 거리에 위치한다.

## 자매 도시
- 프랑스 라베리에르